# Wittelte
Wittelte est un hameau situé dans la commune néerlandaise de Westerveld, dans la province de Drenthe. Le 1er novembre 2007, le village comptait 120 habitants.